# Château de Caltignaga
Le château de Caltignaga est un château situé dans la commune de Caltignaga, dans la région du Piémont, au nord-ouest de l'Italie.

## Histoire
La première preuve de l'existence d'un château remonte peu après l'an mille. Vers 1362-1363, le bâtiment a été endommagé quand il a été conquis par les Compagnia Bianca d'Albert Sterz, sort similaire à celui subi par de nombreuses villes dont Novare. En 1449, Francesco Sforza donne le fief de Caltignaga à la famille noble des Caccia qui le garde, à l'exception de quelques interruptions, jusqu'à 1724.
Les Caccia ont pris soin immédiatement d'agrandir et de remodeler le château en lui donnant à peu près son aspect actuel. D'importants travaux de restauration étaient devenus nécessaires après 1524, après qu'une expédition du général Bonnivet de l'armée française a raté contre Novare. Ces derniers avaient pris d'assaut la forteresse et l'avaient pillée et brûlée.
À l'époque baroque, le château a perdu sa fonction militaire, le bâtiment a été adapté en maison seigneuriale.
En 1774, il a été hérité par la famille noble de Turin Faà di Bruno auquel il appartient encore.

## Architecture
Le plan est un quadrilatère avec une seule tour massive qui domine l'entrée principale, probablement élevée après l'incendie de 1524. Le fossé, qui entourait auparavant le bâtiment, est toujours présent sur deux côtés: à l'ouest avec le pont et le portail d'entrée et au sud où il sépare le château d'une ancienne dépendance du XVe siècle. Sur les autres côtés, le bâtiment est entouré d'un grand jardin italien.
La structure apparaît entièrement en briques, surmontée de merlons, elle est reliée à l'intérieur par des arcs abaissés sur lesquels repose le toit.

## Source de la traduction
- (it) Cet article est partiellement ou en totalité issu de l’article de Wikipédia en italien intitulé « Castello di Caltignaga » (voir la liste des auteurs).